# McIntyre (Géorgie)
Pour les articles homonymes, voir McIntyre.
McIntyre est une ville américaine du comté de Wilkinson, dans l'État de Géorgie.

## Démographie
| 1930 | 1940 | 1950 | 1960 | 1970 | 1980 |
| ---- | ---- | ---- | ---- | ---- | ---- |
| 170  | 209  | 194  | 316  | 471  | 386  |

| 1990 | 2000 | 2010 | - | - | - |
| ---- | ---- | ---- | - | - | - |
| 552  | 718  | 650  | - | - | - |

Selon le recensement de la population américaine de 2010, sa population est de 650 habitants.